# Калеидоскоп двадесетог века
Калеидоскоп двадесетог века је југословенски филм из 1984. године. Режирао га је Станко Црнобрња, а сценарио су писали Станко Црнобрња и Милан Оклопџић

## Улоге
| Глумац        | Улога     |
| ------------- | --------- |
| Милан Гутовић | Ман       |
| Соња Савић    | саму себе |